# Mairy-Mainville
Mairy-Mainville (mɛʁi mɛ̃vil) ist eine französische Gemeinde mit 555 Einwohnern (Stand: 1. Januar 2022) im Département Meurthe-et-Moselle in der Region Grand Est (vor 2016: Lothringen). Die Gemeinde gehört zum Arrondissement Val-de-Briey und ist Mitglied im Gemeindeverband Communauté de communes Cœur du Pays-Haut. Die Bewohner werden Mairy-Mainvillois und Mairy-Mainvilloises genannt.

## Geographie
Mairy-Mainville liegt etwa 39 Kilometer südsüdwestlich von Luxemburg und etwa 23 Kilometer westsüdwestlich von Thionville am Fluss Woigot. Umgeben wird Mairy-Mainville von den Nachbargemeinden Mont-Bonvillers im Norden, Anderny im Norden und Nordosten, Tucquegnieux im Osten, Anoux im Süden, Norroy-le-Sec im Südwesten sowie Landres im Westen.

## Geschichte
Im Jahre 1965 wurde der Name der Gemeinde von vormals Mairy zu Mairy-Mainville geändert.

## Bevölkerungsentwicklung
| Jahr                       | 1962 | 1968 | 1975 | 1982 | 1990 | 1999 | 2006 | 2019 |
| -------------------------- | ---- | ---- | ---- | ---- | ---- | ---- | ---- | ---- |
| Einwohner                  | 615  | 572  | 531  | 456  | 468  | 479  | 536  | 561  |
| Quellen: Cassini und INSEE |      |      |      |      |      |      |      |      |

## Sehenswürdigkeiten
- Pfarrkirche Saint-Martin in Mairy aus dem 12. Jahrhundert, seit 1990 als Monument historique klassifiziert
- Pfarrkirche Saint-Pierre in Mainville aus dem 13. Jahrhundert
- Kapelle Sainte-Barbe in Mainville aus dem 18. Jahrhundert
- Schloss Mairy, 1594 bis 1602 erbaut
- Schloss, heute Bauernhof in Mainville aus dem 18. Jahrhundert

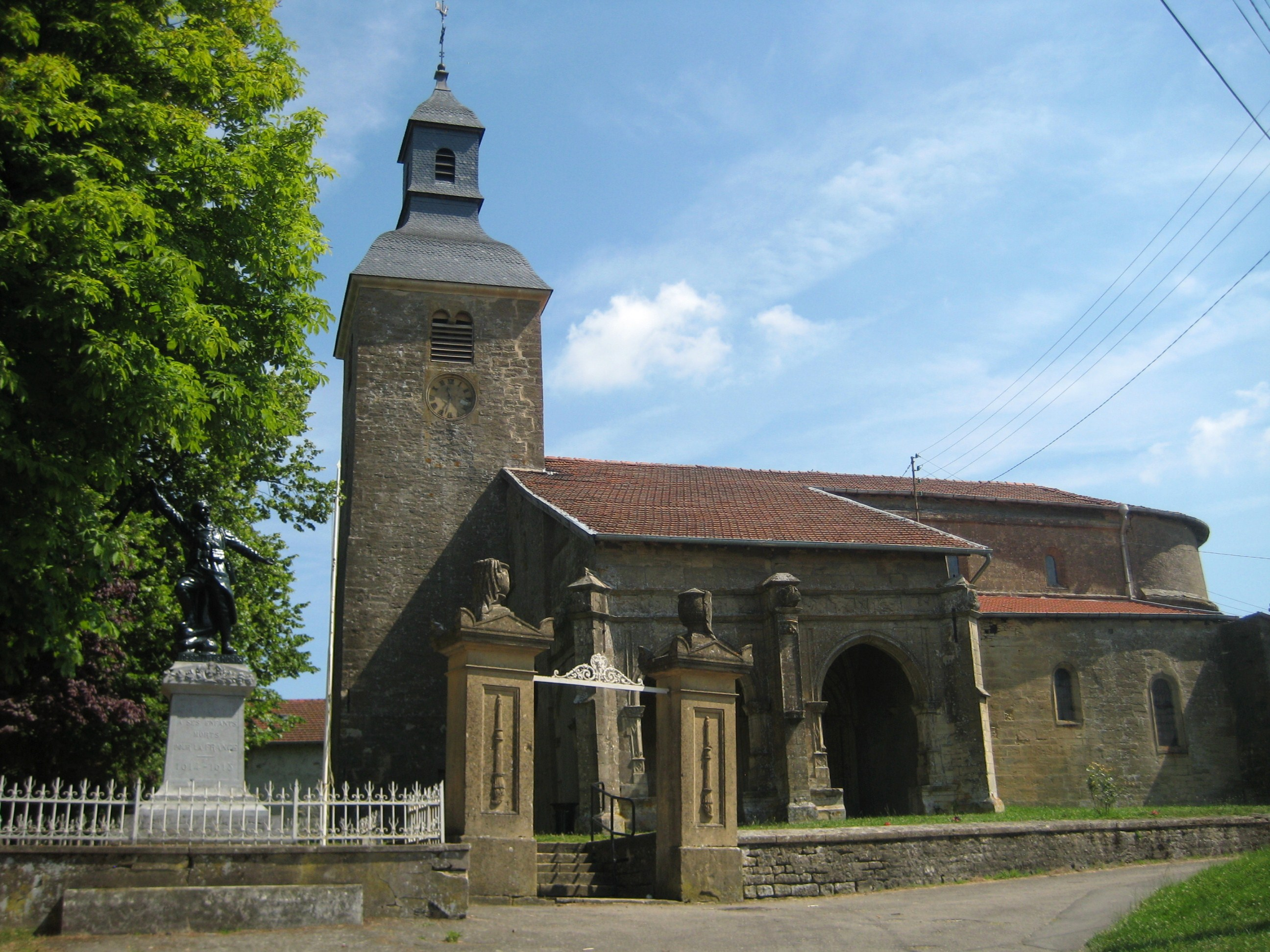
Pfarrkirche  Saint-Martin
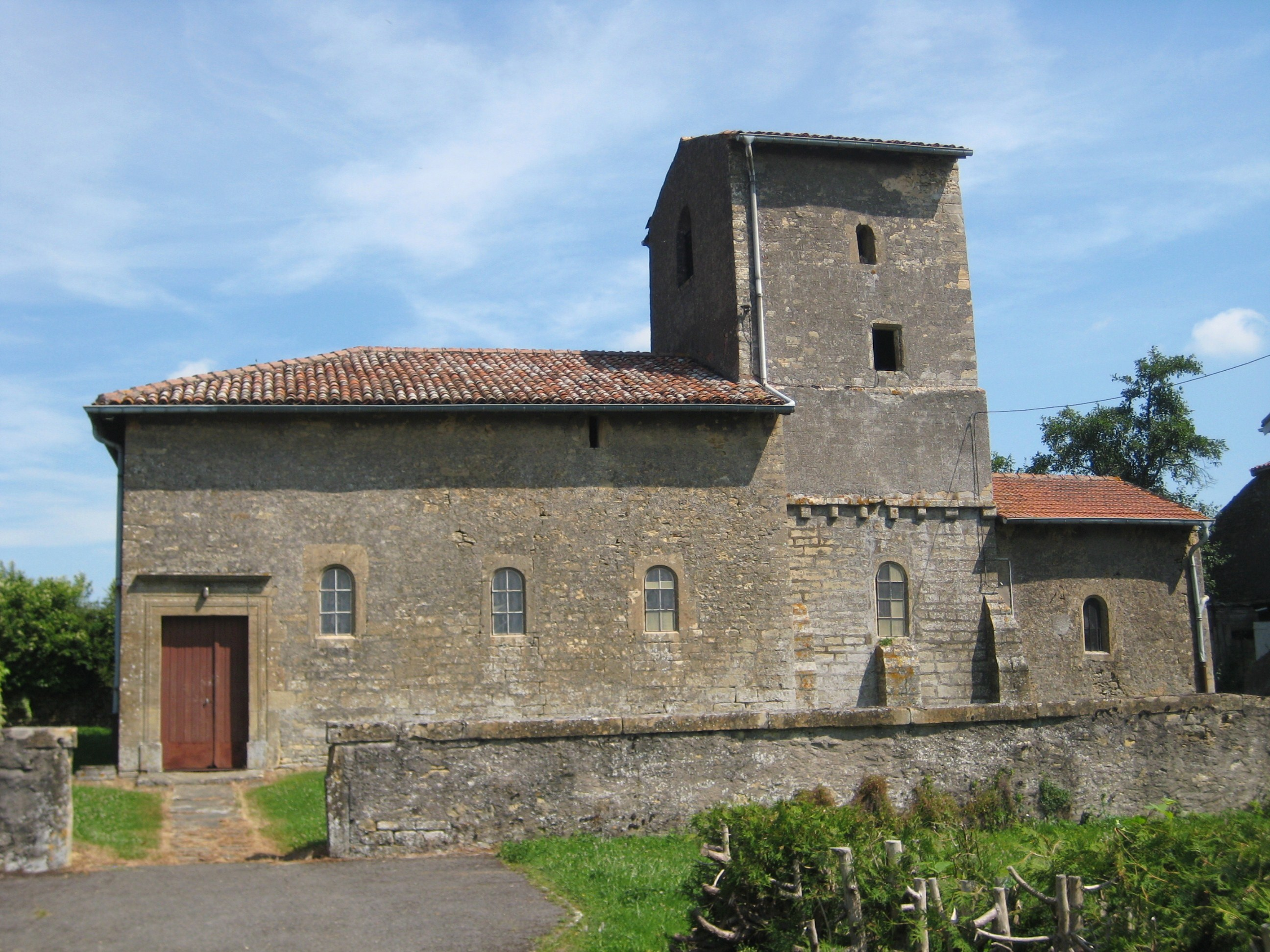
Pfarrkirche Saint-Pierre
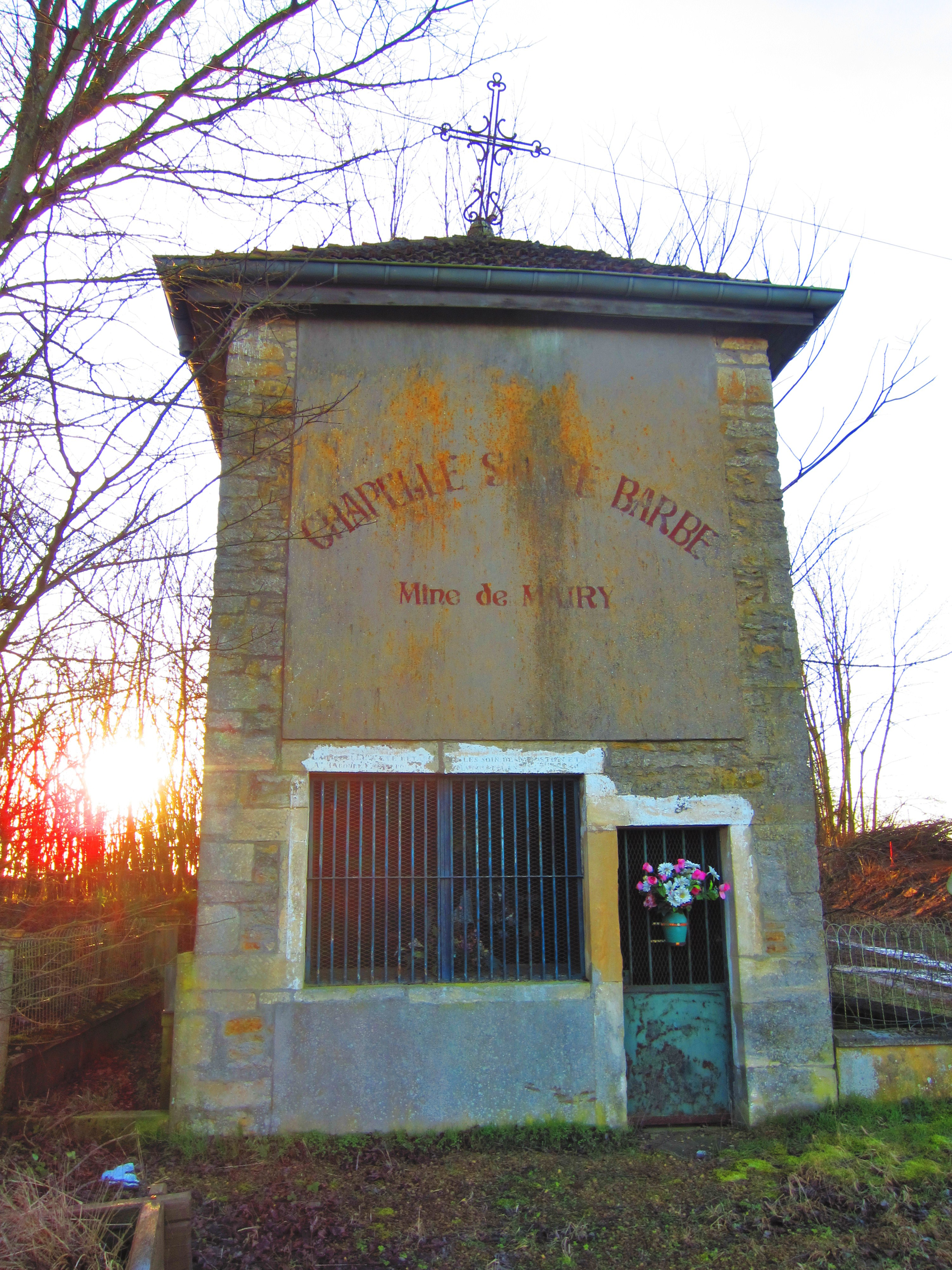
Kapelle Sainte-Barbe